# Apronier
Die Apronier (lateinisch gens Apronia) waren ein plebejisches römisches Geschlecht (gens) mit dem Gentilnamen Apronius.
Das Geschlecht kam erst im frühen Prinzipat zu politischer Bedeutung. Der erste prominente Apronier war Lucius Apronius, Suffektkonsul im Jahr 8 n. Chr. Der bei Livius genannte Gaius Apronius, der im Jahr 449 v. Chr. Volkstribun gewesen sein soll, geht wohl auf eine spätere Überlieferung zurück, ist aber wie viele der Personen dieser Zeit als historisch nicht zuverlässig existent anzusehen.
Bekannte Namensträger waren u. a.:
- Lucius Apronius, römischer Suffektkonsul im Jahr 8
- Apronia († 24 n. Chr.), dessen Tochter, Frau des Marcus Plautius Silvanus
- Lucius Apronius Caesianus, römischer Konsul im Jahr 39 und Militär
- Abronius Silo, auch Apronius, römischer Epiker um Christi Geburt